# De grønne pigespejderes landslejr
De grønne pigespejderes landslejr er blevet afholdt hvert femte år. Siden 1992 er landslejrene blevet holdt på korpsets grund Spejderklinten ved Sundstrup. Sundstrup ligger ved Limfjorden.

## Landslejre for spejdere
- 1925 Samsø
- 1929 Tybrind Vig
- 1939 Hørhaven
- 1962 Hald
- 1967 Svenstrup Gods ved Borup
- 1972 Serridslevgård ved Horsens
- 1977 Frederikshavn
- 1982 Englerupgård ved Ringsted
- 1987 Rold Skov
- 1992 GrønLejr, Lejrmaskot: Gurli Græshoppe (Spejderklinten, Sundstrup)
- 1997 SlaraftenLand, Lejrmaskot: RafteRie (Spejderklinten, Sundstrup)
- 2002 Alle Tiders Lejr, Lejrmaskot: Ursula (Spejderklinten, Sundstrup)
- 2007 Liv07, Lejrmaskot: Liv (Spejderklinten, Sundstrup)

## Landslejre for grønsmutter
Smuttelandslejrene afholdes samtidigt flere steder i landet på samme tid, og med næsten de samme aktiviteter. Smuttelandsdelslejrene er målrettet korpsets medlemmer under 10 år 
- 1991 Mullemus
- 1995 Hoppeline
- 2000 Stjernetræf
- 2005 Eventyrlejr
- 2010 Pil 2010

## Eksterne links
Landslejr 2007 Arkiveret 2. juli 2006 hos  Wayback Machine